# Andrena aetherea
Andrena aetherea är en biart som beskrevs av Warncke 1974. Andrena aetherea ingår i släktet sandbin, och familjen grävbin. Inga underarter finns listade i Catalogue of Life.